# Gillies-Ausschuss
Der Gillies-Ausschuss wurde auf Vorschlag der Internationalen Transportarbeiter-Föderation (ITF) vom März und April 1939 durch entsprechende Anfragen von Walter Auerbach gegründet.
Vorgeschlagen wurden dabei, „Ausschüsse für Schichtenpropaganda“ und als erstes einen Ausschuss für Planung und Vorbereitung spezieller „Labour-Propaganda-Notizen“ einzurichten.
William Gillies, Leiter des International Department der Labour Party, hatte danach in Zusammenarbeit mit dem Political Intelligence Department (PID), die Schaffung eines Propagandaausschusses aus deutschen Sozialdemokraten erwogen, der als „Advisory Committee“ die Labour Party beraten sollte.
Die Mitglieder des Ausschusses wurden von Gillies selbst ernannt und sollten ausschließlich beratende Funktionen haben.
Geleitet wurde der Ausschuss von dem Arbeitsrechtler Otto Kahn-Freund und der Soziologin Charlotte Lütkens. Die beiden Vertreter von der Sopade, Karl Höltermann und Wilhelm Sander zogen sich nach der Benennung von Karl Borromäus Frank dem Vertreter von Neu Beginnen bei den Vorbereitungen zurück, so dass diesem Gremium nur Linkssozialisten und unabhängige Sozialisten wie die Anfang 1940 in den Ausschuss berufenen Walter Auerbach, Fritz Eberhard und Hilde Meisel angehörten.
Im Dezember 1939 begann der Gillies-Ausschuss seine Arbeit mit der Anlegung eines Zeitschriftenarchivs und der Sammlung und Ausarbeitung von Stellungnahmen zur Kriegspropaganda.

## Der Sender der europäischen Revolution (SER)
Im Londoner Rundfunk, dem deutschsprachigen Dienst der BBC, wurden seit 1939 auch Sendungen verbreitet, die den Fokus auf Werktätige unter der Hörerschaft in Deutschland richtete (sogenannte Arbeitersendungen). Diese bestanden zum größten Teil aus Nachrichten, die durch Sonderberichte und Kommentare ergänzt wurden. In bewusster Abgrenzung zur nationalsozialistischen Propaganda waren die BBC-Sendungen der „Strategie der Wahrheit“ verpflichtet; Zwecklügen und Halbwahrheiten kamen nur in Ausnahmefällen vor. Zu konkreten Widerstandshandlungen wurde niemals aufgerufen.
Der Gillies-Ausschuss setzte sich sowohl gegen den Aufruf zu Widerstandsaktionen, als auch gegen das namentliche Auftreten von deutschen Emigranten in den Sendungen der BBC ein.
Walter Auerbach bemerkte dazu:
BBC-Sendungen sind Sendungen einer englischen Regierungsinstitution, die nur Alliierten Englands eine gewisse Sendeautonomie läßt. Solange die innerdeutsche Anti-Nazibewegung nicht als Verbündete anerkannt ist, sind deutschsprachige Arbeitersendungen aus London englische Propagandasendungen und werden von den Hörern als solche Empfunden. Alle Emigranten, die heute auf ihre Zugehörigkeit zu gewerkschaftlichen Organisationen via BBC sprechen, belasten die Gesamtbewegung bei der überwiegenden Mehrheit der BBC Hörer.
Stattdessen verfolgte dieser Kreis Pläne für die Einrichtung eines Geheimsenders, der Anweisungen zur Sabotage und zum passiven Widerstand verbreitete und außenpolitisch Hitlers Weltherrschaftspläne bekämpfte. Dessen Kumpanei mit dem Großkapital sollte aufgedeckt werden und der Wille zur Solidarität mit Großbritannien trotz grundsätzlicher Kritik sichtbar bleiben. In militärischer Hinsicht sei das Land der Verbündete der deutschen Revolutionäre. Daraus entstand die Idee zur Etablierung eines Propagandasenders mit der Bezeichnung Sender der europäischen Revolution (SER).